# Kabinet-Van Agt III
Het kabinet-Van Agt III was het Nederlandse kabinet van 29 mei 1982 tot 4 november 1982. Het kabinet werd gevormd door de politieke partijen Christen-Democratisch Appèl (CDA) en de Democraten 66 (D'66) na de val van het kabinet-Van Agt II op 12 mei 1982. Het kabinet-Van Agt III was een rompkabinet dat als belangrijkste taak had om de voorbereidingen van de vervroegde verkiezingen te organiseren. Vanwege de korte zittingsduur staat het bekend als het zomerkabinetje.

## Kabinetsformatie

### Ontslag vorig kabinet
De val van het kabinet-Van Agt II ontstond door onder andere de grote politieke en karakterverschillen tussen minister-president Dries van Agt (CDA) en vicepremier Joop den Uyl (PvdA), wat leidde tot diverse aanvaringen. Op 12 mei 1982 kwam er een einde aan het kabinet-Van Agt II. De PvdA-bewindslieden konden zich niet vinden in het financieel-economisch beleid, meer in het bijzonder in de financiering van het werkgelegenheidsbeleid. Op 29 mei 1982 traden alle PvdA-bewindslieden af en werd het nieuwe kabinet beëdigd.

### Formatie
- Ontslagaanvraag vorig kabinet kabinet-Van Agt II: 12 mei 1982
- Beëdiging kabinet: 29 mei 1982
- Duur formatie: 17 dagen
- Informateur
  - Piet Steenkamp (CDA), (14 mei 1982 – 24 mei 1982) 11 dagen
- Formateur
  - Dries van Agt (CDA), (25 mei 1982 – 28 mei 1982) 4 dagen

## Verloop
Het kabinet houdt zich vooral bezig met het begrotingstekort. Het kabinet besluit daarom tot extra ombuigingen (onder meer in de welzijnssector) van bijna 13 miljard. De uitkeringen op grond van de Wet op de arbeidsongeschiktheidsverzekering (WAO) en Werkloosheidswet (WW) worden daarnaast per 1 juli 1982 door het kabinet bevroren en de salarissen van ambtenaren en trendvolgers per 1 januari 1983. Aangedrongen wordt op vrijwillige loonmatiging in het bedrijfsleven. Ook schaft het kabinet de cent af als wettig betaalmiddel. Verder komt het kabinet met een interim-wet voor de bodemsanering.

## Ambtsbekleders
| Ambtsbekleders                             | Ambtsbekleders                      | Ambtsbekleders                                   | Minister / Ministerie                                                                   | Minister / Ministerie | Termijn                             | Partij |
| ------------------------------------------ | ----------------------------------- | ------------------------------------------------ | --------------------------------------------------------------------------------------- | --- | ----------------------------------- | ------ |
|                                            | A.A.M. (Dries) van Agt              | mr. A.A.M. (Dries) van Agt (1931–2024)           | Minister-president / Minister                                                           | Algemene Zaken | 19 december 1977 – 4 november 1982  | CDA    |
| Minister                                   | A.A.M. (Dries) van Agt              | mr. A.A.M. (Dries) van Agt (1931–2024)           | Buitenlandse Zaken                                                                      | 29 mei 1982 – 4 november 1982 |                                     | CDA    |
|                                            | J.C. (Jan) Terlouw                  | dr. J.C. (Jan) Terlouw (1931–2025)               | Vicepremier / Minister                                                                  | Economische Zaken | 11 september 1981 – 4 november 1982 | D'66   |
|                                            | M.G. (Max) Rood                     | mr.dr. M.G. (Max) Rood (1927–2001)               | Minister                                                                                | Binnenlandse Zaken | 29 mei 1982 – 4 november 1982       | D'66   |
|                                            | A.P.J.M.M. (Fons) van der Stee      | mr. A.P.J.M.M. (Fons) van der Stee (1928–1999)   | Minister                                                                                | Financiën | 5 maart 1980 – 4 november 1982      | CDA    |
|                                            | J. (Job) de Ruiter                  | mr.dr. J. (Job) de Ruiter (1930–2015)            | Minister                                                                                | Justitie | 19 december 1977 – 4 november 1982  | CDA    |
|                                            | H.A.F.M.O. (Hans) van Mierlo        | mr. H.A.F.M.O. (Hans) van Mierlo (1931–2010)     | Minister                                                                                | Defensie | 11 september 1981 – 4 november 1982 | D'66   |
|                                            | M.H.M.F. (Til) Gardeniers-Berendsen | M.H.M.F. (Til) Gardeniers- Berendsen (1925–2019) | Minister                                                                                | Volksgezondheid en Milieuhygiëne | 11 september 1981 – 4 november 1982 | CDA    |
|                                            | L. (Louw) de Graaf                  | L. (Louw) de Graaf (1930–2020)                   | Minister                                                                                | Sociale Zaken en Werkgelegenheid | 29 mei 1982 – 4 november 1982       | CDA    |
|                                            | W.J. (Wim) Deetman                  | drs. W.J. (Wim) Deetman (1945)                   | Minister                                                                                | Onderwijs en Wetenschappen | 29 mei 1982 – 14 september 1989     | CDA    |
|                                            | H.J. (Henk) Zeevalking              | mr. H.J. (Henk) Zeevalking (1922–2005)           | Minister                                                                                | Verkeer en Waterstaat | 11 september 1981 – 4 november 1982 | D'66   |
|                                            | J. (Jan) de Koning                  | drs. J. (Jan) de Koning (1926–1994)              | Minister                                                                                | Landbouw en Visserij | 11 september 1981 – 4 november 1982 | CDA    |
| Minister                                   | J. (Jan) de Koning                  | drs. J. (Jan) de Koning (1926–1994)              | Nederlands- Antilliaanse Zaken                                                          | 29 mei 1982 – 7 november 1989 |                                     | CDA    |
|                                            | E. (Erwin) Nypels                   | drs. E. (Erwin) Nypels (1933–2024)               | Minister                                                                                | Volkshuisvesting en Ruimtelijke Ordening | 29 mei 1982 – 4 november 1982       | D'66   |
|                                            | H.A. (Hans) de Boer                 | H.A. (Hans) de Boer (1937)                       | Minister                                                                                | Cultuur, Recreatie en Maatschappelijk Werk | 29 mei 1982 – 8 oktober 1982        | CDA    |
|                                            | M.H.M.F. (Til) Gardeniers-Berendsen | M.H.M.F. (Til) Gardeniers- Berendsen (1925–2019) | Minister                                                                                | Cultuur, Recreatie en Maatschappelijk Werk | 8 oktober 1982 – 4 november 1982    | CDA    |
| Ambtsbekleder                              | Ambtsbekleder                       | Ambtsbekleder                                    | Minister / Portefeuille / Ministerie                                                    | Minister / Portefeuille / Ministerie | Termijn                             | Partij |
|                                            | C.P. (Kees) van Dijk                | drs. C.P. (Kees) van Dijk (1931–2008)            | Minister                                                                                | • Ontwikkelings- samenwerking (Buitenlandse Zaken) | 11 september 1981 – 4 november 1982 | CDA    |
| Ambtsbekleders                             | Ambtsbekleders                      | Ambtsbekleders                                   | Staatssecretaris / Portefeuille / Ministerie                                            | Staatssecretaris / Portefeuille / Ministerie | Termijn                             | Partij |
|                                            | G. (Gerard) van Leijenhorst         | drs. G. (Gerard) van Leijenhorst (1928–2001)     | Staatssecretaris                                                                        | • Agglomeratie Zaken • Grote Stedenbeleid • Decentralisatie • Gemeentelijke Herindeling • Minderheden- beleid • Rampen- bestrijding • Hulpverlening (Binnenlandse Zaken)    | 11 september 1981 – 4 november 1982 | CDA    |
|                                            | H. (Hans) van den Broek             | mr. H. (Hans) van den Broek (1936–2025)          | Staatssecretaris                                                                        | • Europese Zaken (Buitenlandse Zaken) | 11 september 1981 – 4 november 1982 | CDA    |
|                                            | M. (Michiel) Scheltema              | mr.dr. M. (Michiel) Scheltema (1939)             | Staatssecretaris                                                                        | • Integratie • Immigratie • Asielzaken • Vreemdelingen- zaken • Rechts- bescherming • Privaatrecht • Jeugdbescherming • Delinquentenzorg • Grondwets- herziening (Justitie) | 11 september 1981 – 4 november 1982 | D'66   |
|                                            | P.H. (Piet) van Zeil                | P.H. (Piet) van Zeil (1927–2012)                 | Staatssecretaris                                                                        | • Midden- en Kleinbedrijf • Regionale Industrialisatie • Consumenten- beleid • Toerisme (Economische Zaken)                                                                 | 11 september 1981 – 22 juni 1986    | CDA    |
| Staatssecretaris                           | P.H. (Piet) van Zeil                | P.H. (Piet) van Zeil (1927–2012)                 | • Werkgelegen- heidsbeleid • Arbeids- omstandigheden (Sociale Zaken en Werkgelegenheid) | 12 juni 1982 – 4 november 1982 |                                     | CDA    |
|                                            | W. (Wim) Dik                        | ir. W. (Wim) Dik (1939–2022)                     | Staatssecretaris                                                                        | • Internationale Handel • Export- bevordering (Economische Zaken) | 11 september 1981 – 4 november 1982 | D'66   |
|                                            | C.L.J. (Cees) van Lent              | J. (Jan) van Houwelingen (1939–2013)             | Staatssecretaris                                                                        | • Materieel- voorzieningen • Personeels- beleid (Defensie) | 14 september 1981 – 7 november 1989 | CDA    |
|                                            | J.J. (Ineke) Lambers-Hacquebard     | mr. J.J. (Ineke) Lambers- Hacquebard (1946–2014) | Staatssecretaris                                                                        | • Milieuzaken (Volksgezondheid en Milieuhygiëne) | 11 september 1981 – 4 november 1982 | D'66   |
|                                            | A.J. (Ad) Hermes                    | A.J. (Ad) Hermes (1929–2002)                     | Staatssecretaris                                                                        | • Basisonderwijs • Algemeen Voortgezet Onderwijs • Lerarenbeleid • Verzorgings- structuur (Onderwijs en Wetenschappen)                                                      | 11 september 1981 – 4 november 1982 | CDA    |
| Bron: Kabinet-Van Agt III Rijksoverheid.nl |                                     |                                                  |                                                                                         | |                                     |        |